# Yevgueni Zavoiski
Yevgueni Konstantínovich Zavoiski (Moguiliv-Podilskyi, hoy óblast de Vínnitsa, Ucrania; 28 de septiembre de 1907 - Moscú, URSS; 9 de octubre de 1976) fue un físico y radioaficionado reconocido como el fundador de la escuela de radioespectroscopia magnética de Kazán.

## Biografía
Yevgueni Zavoiski nació el 28 de septiembrejul./ 11 de octubre de 1907greg. en la ciudad de Moguiliv-Podilskyi, en la familia de un médico militar. El futuro científico estaba interesado en la radio ya durante sus años de escuela y se unió a la facultad de física y matemática de la Universidad de Kazán en 1926. El nombre de Yevgueni Zavoiski entró en la historia del mundo de la ciencia como consecuencia del descubrimiento de la Resonancia paramagnética electrónica (EPR), que fue el comienzo de una nueva rama de la Física, la "radioespectroscopia magnética".

## Infancia y juventud
Yevgueni Zavoiski nació en el Imperio ruso el 28 de septiembre de 1907 en la ciudad de Mohyliv-Podilskyi en Ucrania. Sus padres fueron Konstantín Ivánovich Zavoiski y Yelizaveta Nikoláyevna. Ellos invirtieron mucho en la educación de sus hijos, e incluso hicieron un laboratorio químico en su casa para ellos. En la biblioteca tenían libros de P.A. Necháyev sobre naturaleza y experimentos de ciencias naturales que lo influenciaron en su formación. Zavoisky en particular, leyó el libro “Maravillas sin Maravillas” de este autor y reprodujo casi todos los experimentos que se describían en este.
En 1915, a los ocho años de edad entró en la escuela primaria, pues su madre le había enseñado a leer y escribir. Estudio ahí desde el otoño de 1915 hasta la primavera de 1917 donde presentó principal interés en estudiar sobre las radiofrecuencias. Luego se mudó a otra escuela en el distrito de Tarechye.
En septiembre de 1919 su padre Konstantín Ivánovich muere de fiebre tropical, lo que causa que Zavoiski y su familia se muden a la ciudad de Slobodskoy.
Desde 1921 a 1925 Zavoisky estudia en la escuela secundaria N°1 equipada con un laboratorio de física donde los niños estudiaban sobre la electricidad y la astronomía. Precisamente en 1925 regresa a Kazán donde continua sus estudios de radioaficionado.
En 1926 termina la escuela destacándose en matemática y física, Además de haber contribuido en la obra cultural y educativa de su escuela. Zavoisky decidió continuar sus estudios en la Universidad de Kazán donde se desempeñó en el departamento de matemática de la Facultad de Física y Matemática, además continúo sus trabajos de radioaficionado en este lugar logrando captar el interés de su entorno.
En 1930 se graduó de la Universidad de Kazán obteniendo el título de físico, para posteriormente comenzar con un posgrado.

## Descubrimiento del fenómeno de resonancia nuclear
Entre finales de 1932 hasta principios de 1933  escribió una tesis sobre el efecto súper regenerativo. En mayo de ese mismo año dirigió el laboratorio de oscilaciones eléctricas y se mantuvo concentrado en el problema de la fuerte generación y la amplificación de ondas ultracortas. En este periodo comenzó a pensar en las investigaciones sobre los efectos físicos y químicos de las ondas ultracortas. Luego, Zavoiski fue enviado a los institutos de Moscú, Leningrado y ciudades de Rostov del Don para estudiar varios efectos de onda ultracorta y los métodos de investigación adecuados. Posteriormente pasa a ser jefe del departamento de física de la Universidad Estatal de Kazán.
En 1934 estudia el impacto de las ondas ultracortas de una sustancia. En su artículo “La influencia del campo magnético constante en el calentamiento de soluciones acuosas de electrolitos en los campos de alta frecuencia” donde postula, que hay un aumento de la velocidad de calentamiento de los electrolitos al ser influenciados por las ondas ultracortas en una sustancia en un campo magnético constante.
En 1936 publica el trabajo “Métodos de medida para los potenciales de excitación de átomos y moléculas”. En este, Zavoiski justificaba la posibilidad de que las moléculas se excitaran por electrones acelerados por campos eléctricos de alta frecuencia.
En 1938 a 1939 comenzó a trabajar en su tesis doctoral “Investigación experimental y teórica de algunos fenómenos de campos eléctricos de alta frecuencia y campos magnéticos, en él, resume muchos de sus descubrimientos.
Luego estudio las obras del físico neerlandés C. Ya. Gorter sobre la relajación paramagnética, quien también intentó determinar los momentos magnéticos de los núcleos atómicos. Zavoiski decide reproducir estos experimentos en 1941 con el propósito de no emplear el método de calorimetría de Gorter.
Los experimentos destinados a la resonancia magnética nuclear dieron resultados alentadores, sin embargo la guerra interrumpió las investigaciones.
En 1943 retoma sus investigaciones sobre los momentos magnéticos de los núcleos atómicos. Este mismo año comenzó a trabajar en su segunda tesis doctoral.
Zavoiski registró la primera señal de EPR en la pantalla de un oscilógrafo el 21 de enero de 1944. Las señales de EPR que aparecieron en la pantalla, se registraron en películas de celuloide. En la primavera de este mismo año, Zavoiski escribe su tesis doctoral “Absorción paramagnética en campos perpendiculares y paralelos para soluciones salinas y metales” y lo envió a Moscú a finales de junio.
A finales de 1944 Zavoiski fue invitado por el consejo de la Unión de Radiofísica y Radioingenieria del departamento de Física y Matemática de la Academia de Ciencias de la URSS para participar en la sesión de Oscilaciones de Radiofrecuencia.
El informe de Zavoiski no fue entendido ni aprobado por los científicos que participaron en el seminario. Veinticinco años después, el 23 de junio de 1970, el comité de las Invenciones y Descubrimientos de la URSS se enteró del descubrimiento de Zavoiski “Fenómenos electrónicos de resonancia paramagnética” y es registrado en la URSS. Este día es considerado la fecha oficial del descubrimiento del EPR. Posteriormente Zavoisky continuó experimentando con radiofrecuencia y sobre la Resonancia Paramagnética. Una grave enfermedad lo llevó lejos de la ciencia en 1972. Posteriormente en 1976 Zavoiski murió en Moscú.
En 1977, un año después de su muerte, su descubrimiento fue reconocido por la sociedad internacional del EPR, que también estableció el “Premio Zavoiski”. En 1984 el Instituto de Física de Kazán fue nombrado, Instituto Zavoiski .    

## Otras obras
Zavoiski descubrió los fenómenos de la resonancia magnética nuclear, resonancia ferromagnética, resonancia antiferromagnetica, la resonancia cuadripolar nuclear, resonancia magnética y acústica y muchos tipos de resonancia doble.